# Bronding
I Bronding furono un clan norreno; si parla del loro membro Breca nel Beowulf come amico d'infanzia di Beowulf e nel Widsith come signore dei Bronding. Essi probabilmente sono identificabili con il popolo che viveva sull'isola svedese di Brännö, nel Kattegat ad ovest di Västergötland: questa sembra essere una residenza verosimile per un amico d'infanzia di Beowulf, che viveva proprio in Västergötland.